# No Matter What Sign You Are
"No Matter What Sign You Are" is een geflopte single van de Motown groep The Supremes. Het haalde slechts #31 op de poplijst en net de top 20 op de R&B-lijst. Het nummer werd geschreven door toenmalig Motown directeur, Berry Gordy, en Henry Cosby. De bedoeling van het nummer was eindelijk weer een hit te krijgen voor de groep, na teleurstellingen als "The Composer" en "Forever Came Today". Hier slaagden ze echter niet in. De B-kant, "The Young Folks" haalde verrassend ook de top 100. Het bleef steken op 69e plaats. Later zou "The Young Folks" gecoverd worden door The Jackson 5. "No Matter What Sign You Are" is een voorloper van de nummers die voor de Jackson 5 zouden worden geschreven.

## Bezetting
- Lead: Diana Ross
- Achtergrondzangeressen: The Andantes, in plaats van Mary Wilson en Cindy Birdsong.
- Instrumentatie: The Funk Brothers
- Schrijvers: Berry Gordy en Henry "Hank" Cosby
- Productie: Berry Gordy